# 튀르키예 커피

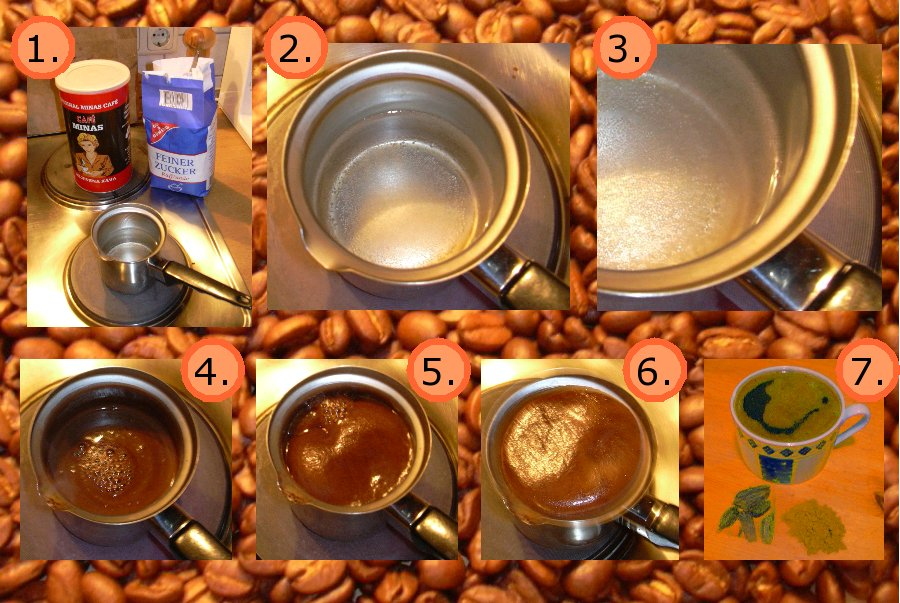
튀르키예 커피

튀르키예 커피(튀르키예어: Türk kahvesi 튀르크 카베시[*])는 튀르키예의 커피이다. 커피 콩을 볶고 잘게 간 후에 제즈베(Cezve)라는 커피 주전자에 직접 끓여낸다. 그 후에 기호에 맞게 설탕을 타서 마시는 커피이다.

## 역사
현재까지 확인된 튀르키예의 가장 오래된 커피는 15세기 예멘에서 왔다. 오스만 제국 중반기에 처음 들여온 것으로 추정된다.

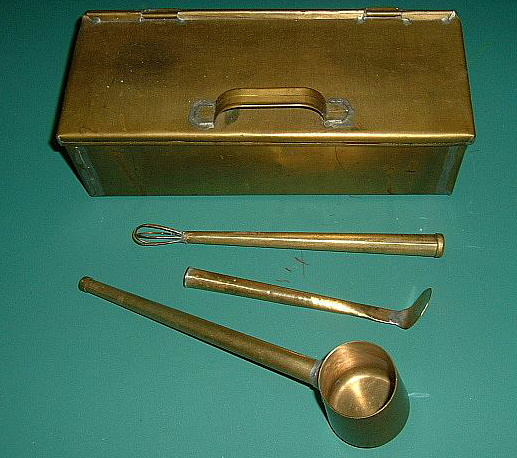
튀르키예 커피를 조리하기 위한 튀르키예 전통 도구들

## 관습
튀르키예인들은 일상적으로 커피를 마시지만, 튀르키예의 전통 혼례에도 큰 영향을 미쳤다.

## 조리 방법
튀르키예의 커피 조리법은 여타 커피와 다르다.
일반적인 드립방식이 볶은 원두를 갈아 드립퍼에 넣고, 그 위로 뜨거운 물을 흘려 아랫쪽으로 우리는 것과 달리, 튀르키예의 커피는 조그만 냄비에 커피가루와 설탕, 물을 넣고 숯불위에서 끓여내고 있다.
커피 가루의 양과, 설탕의 양, 물의 양, 숯불의 세기나 끓이는 시간 등 수많은 변수로 인하여 튀르키예의 커피는 그 맛이 무척이나 다양하고 또 어려워, 커피를 잘 끓이는 사람은 장인의 대접을 받는다고도 한다.

## 모카
빈 카페하우스에서 내는 모카(Mokka)는 튀르키예 커피와 비슷한 진한 블랙 커피이다. 모카가 간혹 "에스프레소"라 번역되기도 하지만, 빈 카페하우스 문화가 오스만 제국의 영향을 받은 만큼 이탈리아식 에스프레소보다는 튀르키예 커피에 가까우며, 이탈리아 커피 가운데는 룽고와 유사하다.

## 같이 보기
- 아랍 커피